# Pinheiros (Tabuaço)
Pinheiros is een plaats (freguesia) in de Portugese gemeente Tabuaço en telt 199 inwoners (2001).